# Мале Рогачово
Мале Рогачо́во (рос. Малое Рогачёво) — присілок у складі Дмитровського міського округу Московської області, Росія.

## Населення
Населення — 67 осіб (2010; 67 у 2002).
Національний склад (станом на 2002 рік):
- росіяни — 97 %